# VEON
VEON(과거 사명: VimpelCom Ltd.)은 네덜란드의 다국적 전기 통신 서비스 기업이다. 아시아, 아프리카, 유럽 지역에서 주로 서비스를 운영한다. 구독자 수 부문에서 세계에서 13번째로 큰 모바일망 운용사이다. 이 기업은 알제리, 방글라데시, 조지아, 카자흐스탄, 키르기스스탄, 파키스탄, 러시아, 우크라이나, 우즈베키스탄을 포함한 9개 시장에서 운용한다. VEON의 브랜드로는 Beeline, Kyivstar, Djezzy, Jazz Pakistan, Banglalink 등이 있다.

## 같이 보기
- 미하일 프리드만